# رونالد أ. غوزمان
رونالد أ. غوزمان (بالإنجليزية: Ronald A. Guzman)‏ هو محامي وقاضي أمريكي، ولد في 18 نوفمبر 1948 في ريو بيدراس ‏ في الولايات المتحدة.